# Dysplazja czołowo-nosowa
Dysplazja czołowo-nosowa (ang. frontonasal dysplasia) – rzadki zespół wad wrodzonych twarzy, na który składają się ciężki hiperteloryzm oczny, szeroka nasada nosa, szeroki grzbiet nosa, tzw. wdowi szpic, utajony przedni rozszczep czaszki (cranium bifidum occultum). Jak dotąd nie wykryto genetycznego podłoża tego schorzenia. Przypadki rodzinnego występowania dysplazji czołowo-nosowej są rzadkie, większość jest sporadyczna. Sugerowano, że choroba nie ma genetycznych uwarunkowań, a wady są wynikiem zdarzenia we wczesnym etapie embriogenezy. Termin dysplazji czołowo-nosowej wprowadził Sedano i wsp. w 1970 roku.